# Eleições legislativas na Escócia em 2016
As eleições legislativas na Escócia em 2016 foram realizadas a 5 de Maio e, serviram para eleger os 129 deputados para o parlamento regional.
O vencedor das eleições foi o Partido Nacional Escocês, que assim manteve o seu domínio eleitoral, conquistando 46,5% dos votos no distrito eleitoral e 41,7% dos votos na lista regional. Apesar disto, os nacionalistas perderam a maioria absoluta que detinham, ficando com 63 deputados, uma queda de 6 deputados em relação a 2011.
O Partido Conservador Escocês foi a grande surpresa das eleições, obtendo o seu melhor resultado de sempre em eleições regionais, ultrapassando, pela primeira vez o Partido Trabalhista Escocês, obtendo, cerca de, 22% dos votos e 31 deputados, um aumento de 16 deputados em relação a 2011.
O grande derrotado eleitoral foi o Partido Trabalhista Escocês, que obteve o seu pior resultado eleitoral regional, ficando-se, pelos 22,6% dos votos no distrito eleitoral e 19,1% dos votos na lista regional. Os trabalhistas ficaram-se pelos 24 deputados, uma perda de 13 deputados.
Por fim, o Partido Verde Escocês obteve um excelente resultado, conquistando 6 deputados e, pela primeira vez, foi o quarto partido mais votado e os Liberal Democratas Escoceses manteve-se com 5 deputados.
Após as eleições, os nacionalistas continuaram no poder, formando um governo minoritário, liderado por Nicola Sturgeon.

## Resultados eleitorais
| Partido      | Partido                                     | Distrito Eleitoral | Distrito Eleitoral | Distrito Eleitoral | Distrito Eleitoral | Distrito Eleitoral | Região    | Região | Região  | Região    | Região  | Total     | +/-     |
| Partido      | Partido                                     | Votos              | %                  | +/-                | Deputados          | +/-                | Votos     | %      | +/-     | Deputados | +/-     | Total     | +/-     |
| ------------ | ------------------------------------------- | ------------------ | ------------------ | ------------------ | ------------------ | ------------------ | --------- | ------ | ------- | --------- | ------- | --------- | ------- |
|              | Partido Nacional Escocês                    | 1 059 897          | 46,5               | 1,1                | 59 / 73            | 6                  | 953 987   | 41,7   | 2,3     | 4 / 56    | 12      | 63 / 129  | 6       |
|              | Partido Conservador Escocês                 | 501 844            | 22,0               | 8,1                | 7 / 73             | 4                  | 524 222   | 22,9   | 10,5    | 24 / 56   | 12      | 31 / 129  | 16      |
|              | Partido Trabalhista Escocês                 | 514 261            | 22,6               | 9,1                | 3 / 73             | 12                 | 435 919   | 19,1   | 7,2     | 21 / 56   | 1       | 24 / 129  | 13      |
|              | Partido Verde Escocês                       | 13 172             | 0,6                | 0,6                | 0 / 73             | Estável            | 150 426   | 6,6    | 2,2     | 6 / 56    | 4       | 6 / 129   | 4       |
|              | Liberal Democratas Escoceses                | 178 238            | 7,8                | 0,1                | 4 / 73             | 2                  | 119 284   | 5,2    | Estável | 1 / 56    | 2       | 5 / 129   | Estável |
|              | UKIP                                        | -                  | -                  | -                  | -                  | -                  | 46 426    | 2,0    | 1,1     | 0 / 56    | Estável | 0 / 129   | Estável |
|              | Solidariedade                               | -                  | -                  | -                  | -                  | -                  | 14 333    | 0,6    | 0,5     | 0 / 56    | Estável | 0 / 129   | Estável |
|              | Partido Cristão Escocês                     | 1 162              | 0,1                | Estável            | 0 / 73             | Estável            | 11 686    | 0,5    | 0,3     | 0 / 56    | Estável | 0 / 129   | Estável |
|              | RISE – Aliança de Esquerda da Escócia       | -                  | -                  | -                  | -                  | -                  | 10 911    | 0,5    | 0,5     | 0 / 56    | Estável | 0 / 129   | Estável |
|              | Partido pela Igualdade das Mulheres         | -                  | -                  | -                  | -                  | -                  | 5 968     | 0,3    | 0,3     | 0 / 56    | Estável | 0 / 129   | Estável |
|              | Independente                                | 6 011              | 0,3                | 0,3                | 0 / 73             | Estável            | 4 420     | 0,2    | 0,9     | 0 / 56    | 1       | 0 / 129   | 1       |
|              | Uma Melhor Grã-Bretanha - Partido Unionista | -                  | -                  | -                  | -                  | -                  | 2 453     | 0,1    | 0,1     | 0 / 56    | Estável | 0 / 129   | Estável |
|              | Partido do Bem-Estar Animal                 | -                  | -                  | -                  | -                  | -                  | 1 819     | 0,1    | 0,1     | 0 / 56    | Estável | 0 / 129   | Estável |
|              | Partido Libertário Escocês                  | 119                | 0,0                | Estável            | 0 / 73             | Estável            | 1 686     | 0,1    | 0,1     | 0 / 56    | Estável | 0 / 129   | Estável |
|              | Independente de Clydesdale e Sul da Escócia | 909                | 0,0                | Estável            | 0 / 73             | Estável            | 1 485     | 0,1    | 0,1     | 0 / 56    | Estável | 0 / 129   | Estável |
|              | Frente Nacional                             | -                  | -                  | -                  | -                  | -                  | 617       | 0,0    | Estável | 0 / 56    | Estável | 0 / 129   | Estável |
|              | Partido Comunista da Grã-Bretanha           | -                  | -                  | -                  | -                  | -                  | 510       | 0,0    | Estável | 0 / 56    | Estável | 0 / 129   | Estável |
|              | TUSC                                        | 3 540              | 0,1                | 0,1                | 0 / 73             | Estável            | -         | -      | -       | -         | -       | 0 / 129   | Estável |
| Total        | Total                                       | 2 279 153          | 100                |                    | 73 / 73            |                    | 2 285 752 | 100    |         | 56 / 56   |         | 129 / 129 |         |
| Participação | Participação                                |                    | 55,6               | 5,2                |                    |                    |           | 55,6   | 5,2     |           |         |           |         |

## Resultados por Círculo Eleitoral

### Escócia Central
| Partido | Partido                     | Distrito Eleitoral | Distrito Eleitoral | Distrito Eleitoral | Distrito Eleitoral | Distrito Eleitoral | Região    | Região  | Total   | +/-     |
| Partido | Partido                     | Deputados          | +/-                | Votos              | %                  | +/-                | Deputados | +/-     | Total   | +/-     |
| ------- | --------------------------- | ------------------ | ------------------ | ------------------ | ------------------ | ------------------ | --------- | ------- | ------- | ------- |
|         | Partido Nacional Escocês    | 9 / 9              | 3                  | 129 082            | 47,7               | 1,3                | 0 / 7     | 3       | 9 / 16  | Estável |
|         | Partido Trabalhista Escocês | 0 / 9              | 3                  | 67 103             | 24,8               | 10,5               | 4 / 7     | 1       | 4 / 16  | 1       |
|         | Partido Conservador Escocês | 0 / 9              | Estável            | 43 602             | 16,1               | 9,7                | 3 / 7     | 2       | 3 / 16  | 2       |
|         | Partido Verde Escocês       | 0 / 9              | Estável            | 12 722             | 4,7                | 2,3                | 0 / 7     | Estável | 0 / 16  | Estável |
| Total   | Total                       | 9 / 9              |                    |                    | 100                |                    | 7 / 7     |         | 16 / 16 |         |